# Guteborn
Guteborn est une commune allemande de l'arrondissement de Haute-Forêt-de-Spree-Lusace, Land de Brandebourg.

## Géographie
Guteborn se situe en Haute-Lusace.
|           | Schwarzbach | Hohenbocka |
| Ruhland   | Guteborn    |            |
| Hermsdorf |             | Grünewald  |

## Histoire
Guteborn est mentionné pour la première fois en 1349.
Le château est mentionné pour la première en 1575. Il contribue au développement en village-rue rural. Pendant la révolution allemande de novembre 1918, Frédéric-Auguste III de Saxe accepte de s'y exiler. En 1945, la famille Schönburg doit quitter le château. Le 8 août 1948, le château est détruit.
Le 19 mai 1974, Guteborn est incorporé à Schwarzbach. Le 6 mai 1990, il redevient une municipalité indépendante.

## Démographie
| Année | Nombre d'habitants |
| ----- | ------------------ |
| 1875  | 300                |
| 1890  | 350                |
| 1910  | 400                |
| 1925  | 507                |
| 1933  | 573                |
| 1939  | 617                |
| 1946  | 679                |
| 1950  | 747                |

| Année | Nombre d'habitants |
| ----- | ------------------ |
| 1964  | 797                |
| 1971  | 784                |
| 1981  | 664                |
| 1985  | 668                |
| 1989  | 670                |
| 1990  | 673                |
| 1991  | 654                |
| 1992  | 641                |
| 1993  | 645                |
| 1994  | 654                |

| Année | Nombre d'habitants |
| ----- | ------------------ |
| 1995  | 662                |
| 1996  | 653                |
| 1997  | 664                |
| 1998  | 674                |
| 1999  | 671                |
| 2000  | 666                |
| 2001  | 653                |
| 2002  | 643                |
| 2003  | 644                |
| 2004  | 624                |

| Année | Nombre d'habitants |
| ----- | ------------------ |
| 2005  | 624                |
| 2006  | 601                |
| 2007  | 598                |
| 2008  | 590                |
| 2009  | 576                |
| 2010  | 580                |
| 2011  | 552                |
| 2012  | 533                |
| 2013  | 545                |
| 2014  | 537                |

| Année | Nombre d'habitants |
| ----- | ------------------ |
| 2015  | 542                |
| 2016  | 533                |
| 2017  | 528                |

## Source, notes et références
- (de) Cet article est partiellement ou en totalité issu de l’article de Wikipédia en allemand intitulé « Guteborn » (voir la liste des auteurs).